# Dolge Njive (gmina Gorenja vas-Poljane)
Dolge Njive – wieś w Słowenii, w gminie Gorenja vas-Poljane. W 2018 roku liczyła 64 mieszkańców.